# ホロライブ・オルタナティブ
『ホロライブ・オルタナティブ』（英語: Hololive Alternative）は、カバー株式会社が運営するバーチャルYouTuber事務所・ホロライブプロダクションによるメディアミックス作品。同事務所の女性バーチャルYouTuberグループ・ホロライブの所属タレントたちの異世界での活躍を描く。
本項では、関連プロジェクトの『ホロアース』についても記述する。

## ストーリー
Holoearth Chronicles Side:E ヤマト神想怪異譚
大陸極東の島国「ヤマト」に住むカミ・白上フブキは、「カミノオツトメ」の一環として、ヒトを悪行へと駆り立てる「ケガレ」を祓う日々を送っていた。そんなある日、ヤマト最大の都市「キョウノミヤコ」にて子どもの失踪事件が発生。フブキは上司のキュウビによってミヤコに呼び出され、ミヤコのカミ・大神ミオと共に事件の調査を行うよう命じられる。
調査の最中にフブキとミオは、事件との関連性が疑われる曰く付きの屋敷の調査をフブキの後輩たちに依頼され、その屋敷へと足を踏み込むが、突如現れた動く人形の群れにフブキが攫われてしまう。一人取り残されたミオは、怖がりながらも人形を追って蹴散らし、無事にフブキと再会を果たす。そんな二人の前に館の主・ヌエが現れる。ヌエが失踪した子どもたちと知り合いで、過去に交換日記を交わしていたことを知ったミオは、その交換日記に使っていた日記帳を触媒にして、モノから所有者の居場所を探るワザ「辿り」を発動し、凶暴な「オニ」が住むとされる「オオエヤマ」の廃寺に子どもたちがいることを突き止める。
オニが子どもたちを連れ去ったと踏んだフブキとミオは、すぐさまオオエヤマの廃寺へ乗り込み、そこにいた「オオエヤマのオニ」こと百鬼あやめと戦闘を繰り広げる。フブキとミオは激闘の末にあやめを追い詰めるが、そこに失踪していた子どもたちが現れて両組の間に割って入る。子どもたちは何者かに連れ去られていたところを、あやめに救出・保護されたことを話し、それを聞いたフブキとミオはあやめと和解する。その後、フブキとミオはオオエヤマに迷い込んだ少女・つむぎから、子どもたちを連れ去った真犯人について聞かされる。

## 登場キャラクター

### ヤマトの住人
白上フブキ（シラカミ フブキ）
シラカミ神社に住み着き「巫女代行」を名乗るキツネのカミ。シラカミ山の麓の村の住人たちからは、ネコと誤認されたり揶揄されたりすることが多く、そのたびに自身はキツネだと訂正する。戦闘では「ムラサメマル」という刀を扱うほか、シキガミとしてクダギツネを使役する。
一人称は「私」または「白上（シラカミ）」。明朗快活な性格で、表情が豊かである。好きな食べ物はきつねうどん。趣味はテレビゲームで、キュウビから送信されたメールの返信を怠ってしまうほどに熱中してしまったことがある。外出時に靴を履き忘れたり、ミオと「チカラクラベ」をした後にムラサメマルをその場に置き忘れて紛失したと思い込んだりと忘れっぽい面があるが、一方でケガレの容姿からその性質を見抜いて行動を先読みしたりと優れた分析力を持つ。
先祖はケガレを取り込みやすい体質の影響でヨウカイとなったキツネであり、自身は先祖返りによってその体質を受け継いでいる。そのため、幼少期にはケガレの力に飲まれないために過酷な修行を受けていた。ミオとはこのころに出会って友人同士となった。

クダギツネ
フブキが使役する、キツネの姿をしたシキガミ。複数匹存在する。戦闘時にフブキの命令で武器に憑依したり、武器そのものに変身したりする。靴を履き忘れて外出したフブキのもとに靴を届けたりと、戦闘面以外で彼女を支援することもある。
オルヤンケ
キツネの耳と尾が生えたタケノコの姿をした存在。顔はなく言葉も発しないが、カップ麺のストックを切らして泣き崩れるフブキに対して心配する様子を見せたりと感情は持ち合わせている。シラカミ神社の本殿に住んでおり、フブキが神社に不在の時に留守番を務めている。
元は白上フブキ本人が作成したマスコットである。

大神ミオ（オオカミ ミオ）
オオカミ神社の跡取りであるカミ。同神社の関係者からは、殿付けや様付けで呼ばれる。一人称は「うち」または「ウチ」。フブキとは友人同士で、少し抜けたところがある彼女を支援することが多い。好物はぼんじりなどの肉で、幽霊を苦手としている。戦闘では自身の手に炎を纏う。炎の点火には呪文を要するようだが、省略が可能である。占いが得意で、世間ではよく当たると評判である。また、「辿り」の才も持つが、幼少期に使った際に「善くないなにか」を目にしたことで心的外傷を負ったため、当初はその使用を恐れていた。

百鬼あやめ（なきり あやめ）
ケガレガミである「オオエヤマのオニ」。ミヤコの北西にある山「オオエヤマ」の廃寺に、テングやショウジョウなどのヨウカイたちと共に隠れ住んでおり、彼らからは「お嬢」と呼ばれている。一人称は「余」。戦闘では二本の刀を同時に扱う。

カルマ、シラヌイ
あやめに付き従う、炎の形をした存在。巨大な甲冑を纏って、オオエヤマの廃寺に現れたフブキとミオを迎え撃つも、彼女たちの連携攻撃に敗れる。

さくらみこ
『ホロアースライブ予告編』に登場。「さくら神社」の「エリート巫女」にして、「アキハバラ」の「No.1アイドル」。フブキ、ミオ、あやめからは「みこち」と呼ばれる。一人称は「みこ」。イナリさまが発案したアイドルライブの出演者および、同ライブで共演するフブキ、ミオ、あやめのコーチをキュウビに頼まれて務めた。
ミゾレ
シラカミ山の麓の村に建つ定食屋「ミゾレ食堂」の店員。フブキを「フブキ姉ぇ（フブキねぇ）」と呼ぶ。
丈二右衛門（じょにえもん）
シラカミ山の麓の村に住む、リーゼントの男性。恋人の「ラブリィ」こと愛子（あいこ）からは「ジョニー」と呼ばれている。愛子に指輪を贈って求婚するためにアルバイトに明け暮れていたが、精神の疲弊からケガレに憑依される。ケガレの影響で、自身を心配した愛子に逆上して手を上げようとするが、事態に気付いたフブキによってケガレを祓われて正気に戻った。その後、愛子に求婚する直前に栗州ひまりに憑依したケガレに指輪を食われそうになるが、フブキによってことなきを得た。
栗州ひまり（くりす ひまり）
シラカミ山の麓の村に住む、眼鏡をかけた女性。年齢は18歳で、「第一種普通蒸気」の免許を取得している。ゲームが好きで、連休中に自宅に籠ってゲームを行うために食料を買い溜めしようとして強力なケガレ（フブキの見立てでは、厳密にはケガレたアヤカシ）に憑依される。ケガレの影響で村中の保存食を買い占めていたが、フブキに見つかり巨大な黒いリスの姿に変貌して逃走する。フブキに追い付かれて攻撃を受けた後は、購入した食料をすべて食らいパワーアップするが、ミオによってムラサメマルを取り戻したフブキにケガレを祓われて元の姿に戻った。
はるか
シラカミ山の麓の村に住む少女。妹のももかが母親と共にミヤコを訪れた後に失踪してしまい、フブキにももかの捜索を依頼した。
キュウビ
イナリ一門の一員で、イナリ神社の大宮司 。フブキの上司だが、彼女のみならずミオからも様付けで呼ばれる。四つの目が付いた仮面を顔の上半分に着けている。落ち着いた雰囲気の人物だが、「荒ぶるカミ」として暴れ回っていた過去を持ち、このことを知るフブキからは恐れられている。
キャラクターデザインは『ホロアース』のイラストチームが手掛けた。
イナリさま
イナリ一門の中で最高位のカミ。キュウビからは「常にヤマトに住む人々の声に耳を傾けておられる」と称されている。キュウビから子どもの失踪事件の調査を命じられた直後のフブキとミオの前に御簾越しに現れ、「このヤマトに住まう大切な子らを一刻も早く助け出してほしい」と頼んだ。
ショウ
ミマワリ組に所属する、鼻辺りに切り傷が付いた女性。ミオを慕っている。本人は否定しているが、同僚によればミオと仲がいいフブキを羨んでおり、フブキに対する当たりが強い。
ヌエ
ミヤコの外れに建つ西洋館「なき人形の館」の一室にいる、人形の姿をしたヨウカイ。館に入った存在を感知したり、動く人形を使役したりできるが、本人は自身がいる部屋から出られない。また喋れないが、筆談によって他者との意思疎通は可能である。
つむぎ
ヨウカイを義母に持つ、ツインテールの少女。ふだんは母と二人でミヤコに住んでいる。ある日、ヌエの友人となったことで母と喧嘩となって家を飛び出し、オオエヤマの転送装置とイナリポータルの混線に巻き込まれてオオエヤマに転送されたところを、あやめに発見・保護された。

### 魔界ジオの住人
常闇トワ（とこやみ トワ）
17歳の悪魔。「立派な悪魔」となるために、物語の序盤に魔界学校に加入した。一人称は「トワ」。
紫咲シオン（むらさき シオン）
「天才」を自称する魔法使い。トワの級友にして先輩。一人称は「シオン」「私（自己紹介時）」。
夜空メル（よぞら メル）
血が苦手な吸血鬼。トワの級友にして先輩。一人称は「メル」。
雪花ラミィ（ゆきはな ラミィ）
「雪の一族」。トワの級友にして同輩。一人称は「私」。
癒月ちょこ（ゆづき ちょこ）
トワたちの学級の学級担任と養護教諭を務める悪魔。一人称は「ちょこ」で、生徒たちを様付けで呼ぶ。

## 用語

### 地理
ウェスタ
大陸西方で最も栄えている場所の一つで、古代文明の遺産である巨大な円環状の白亜の石壁の内部に作られた都市。
ヤマト
『ヤマト神想怪異譚』の舞台。大陸極東に位置する、ヒト・カミ・アヤカシが共存する大きな島国。自然豊かで四季があり、村や街も自然との調和を大切にした立地や造形が多い。
キョウノミヤコ
ヤマトの中央に位置する、ヤマト最大の都市。作中では、単に「ミヤコ」と呼ばれる。決して散ることのないサクラが多数生えており、中央には巨大なオオカミを祀る大神宮「オオカミ神社」が存在する。
シラカミ神社
ミヤコから少し離れた「シラカミ山」の内部に位置する神社。遥か昔から存在し、かつては多くのヒトから信仰を集めていたようだが、近隣住人ですら億劫になるほど長大な参道の影響で、現在は滅多に参拝客が来ない状態となっている。

魔界ジオ
ホロアースのどこかにあると言われる、夜に生きる者たちが楽しく騒がしく生きる土地。
魔界学校
『それゆけ!! 魔界学校』の舞台。魔界ジオの奥深くに存在し、様々な種族の生徒たちが通う「永夜の学び舎」。

### ヤマトの用語
イワレ
セカイに長く存在し続けることによって蓄積されていく形なき概念。「歴史」とも表記される。
ケガレ
恐怖や怨恨などのネガティブな思念から生じる悪しきイワレ。作中では黒い塊として描写されるが、その形はブロックノイズ状のものから泥状のものまで様々である。フブキ曰く「ヒトの心にとりつく邪気のようなもの」で、精神的に弱ったヒトに憑依してその者を悪行へと駆り立てる。ヒトが多く住む場所に集まりやすい。

ヒト
ヤマトの住人。外見はウツシヨの人間と同じだが、ごく稀にアヤカシやケモノとの混血も存在する。
アヤカシ
ヒト・モノ・ケモノなどが、イワレを一定以上溜め込み変化した「この世ならざる者」。特殊なチカラ「ワザ」が使える。性質や強さは核となるイワレに大きく左右される。
カミ
アヤカシがよきイワレを積んで転じた存在。反対に悪しきイワレを積んで転じた存在は、「ヨウカイ」や「ケガレガミ」と呼ばれる。イワレを糧としており、イワレが尽きると力を失い消滅してしまう。長い年月を生きているため、知識が豊富な個体が多い。アヤカシの比ではない強力なワザを使うほか、契約した存在を「シキガミ」として使役したり、「レイグ」「サイキ」「シンキ」などのイワレが宿った武器や道具を使ったりできる。ケガレ祓いを最も重要な「オツトメ」の一つとしている。
カクリヨ、ウツシヨ
作中の世界「こちら側のセカイ」と異世界「あちら側の世界」に対する呼称。カクリヨにはウツシヨから様々な物体が漂着するが、その場所には偏りがある。
イナリ一門（イナリいちもん）
ミヤコにて「イナリ神社」を運営する集団。ミヤコで暴れていたところをイナリさまに鎮圧されたキツネのヨウカイの集団が元となっている。現在の構成員は大半がカミで、フブキもその一人である。
ミマワリ組（ミマワリぐみ）
オオカミ神社に所属する、ミヤコの警邏を担う集団。全員が背面に花柄の紋章が施された黒いマントを着けている。イナリ一門の「元締め」が過去に行った行為を恨んでおり、そのためかイナリ一門を毛嫌いしている。
転送装置（ポータル）
生物や物体を異なる場所に転送できる装置。ミヤコにはカミ専用の「イナリポータル」が設置されているほか、オオエヤマには大昔の「遺物」が残されており、後者はカクリヨにウツシヨの物体が漂着する原因であることが作中にて示唆されている。生物が使った場合、その生物が「転送酔い」と呼ばれる身体の気が乱れた状態となることがある。

## 制作
本作は、2019年12月28日から12月31日にかけてコミックマーケット97のブース「ホロライブプロダクション」にて販売された、アートワークとテキストを収録した小冊子『HOLOEARTH CHRONICLES』（ホロアース クロニクルズ）（著 - 野村イクミ、枢木ユウ / イラスト - リアス、ヤチモト、えんがわ、まるん、さばみぞれ）の世界観を構築していく企画として2021年2月17日に始動した。ただし、ホロライブの所属タレント・白上フブキによれば、企画の構想自体は同書の販売以前より存在していたという。
企画に立ち上げに際して公開された後述のティザーPVは、テレビアニメ『Fate/Apocrypha』の制作に携わったアニメーター・山田有慶が、2020年4月1日にエイプリルフールの冗談としてTwitterにて発信した「ホロライブのアニメPV作る」というツイートが、カバー株式会社の代表取締役社長・谷郷元昭の目に留まったことを皮切りに制作された。同PVの制作には、山田と同じく『Fateシリーズ』のアニメ作品の制作に携わったアニメーターが複数参加しており、山田本人もキャラクターデザインおよび作画監督（総作画監督）として参加している。

## ティザーPV
2021年2月17日に開催されたホロライブの音楽ライブ「hololive IDOL PROJECT 1st Live.『Bloom,』」内の告知枠にて第1弾の30秒バージョンが公開され、同日中にホロライブの公式YouTubeチャンネルでも公開された。同年5月21日には第1弾のフルバージョン、2022年6月11日には第2弾が同チャンネルにて公開された。

### スタッフ
|                      | 第1弾                                                              | 第2弾                                                                                                  |
| -------------------- | ------------------------------------------------------------------ | --- |
| 監督・画コンテ・演出 | 榎戸駿                                                             | 大川貴大                                                                                               |
| 総作画監督           |                                                                    | 山田有慶                                                                                               |
| キャラクターデザイン | 山田有慶                                                           | |
| 作画監督             | 山田有慶                                                           | 山田有慶                                                                                               |
| 作画監督             | 河野敏弥、宮谷里沙                                                 | |
| 原画                 | 坂詰嵩仁、岩澤亨、柴田海、河野敏弥、榎戸駿、山田有慶               | 坂詰嵩仁、岩澤亨、柴田海、河野敏弥、榎戸駿、山田有慶                                                   |
| 原画                 | 田中一真、中山直哉、廣江啓輔                                       | 鈴木豪、よもさか、けろりら、相音光、永野裕大、八重樫洋平、富岡海任、髙橋瑞紀、杉田柊、大川貴大         |
| 第二原画             |                                                                    | 相音光、スノードロップ（伍々葵、鳥井聖美、辻本健太）                                                   |
| 動画検査             | スノードロップ（安藤昂輝）                                         | スノードロップ（伍々葵）                                                                               |
| 動画                 | スノードロップ（原野奈津子、伍々葵、渡邉聡太、松本愛加）           | スノードロップ（原野奈津子、伍々葵、渡邉聡太、松本愛加）                                               |
| 動画                 | スノードロップ（元木万那未）                                       | スノードロップ（眞倉朱里、辻本健太、佐々木輝星、宮内義洋）、OLM Asia                                   |
| 色彩設計・色指定     | ステラ・ロード（中野尚美）                                         | ステラ・ロード（中野尚美）                                                                             |
| 色彩設計・色指定     | 伊藤唯、安部なぎさ                                                 | |
| 仕上検査             | ステラ・ロード（遠藤花歩）                                         | ステラ・ロード（遠藤花歩）                                                                             |
| 仕上検査             | 伊藤唯                                                             | |
| 仕上                 | ステラ・ロード（門松諭生、江口亜紗美、菊地慶翔、奥智恵、新井理恵） | ステラ・ロード（門松諭生、江口亜紗美、菊地慶翔、奥智恵、新井理恵）                                     |
| 仕上                 | ステラ・ロード（越田侑子、永井唯香）                               | OLM Asia                                                                                               |
| 美術監督             | インスパイアード（関口輝）                                         | |
| 美術アドバイザー     | 増山修                                                             | |
| 背景                 | インスパイアード（関口輝、ティール樹、黄楚捷）                     | スタジオイースター（鈴木くるみ、神山瑶子、宇佐美哲也、干場佳織、朝倉大智、牧岡聡、真鍋暁子、佐久間仁） |
| 2Dデザイン           | 有馬トモユキ                                                       | 有馬トモユキ                                                                                           |
| 撮影監督             | 千葉大輔                                                           | 千葉大輔                                                                                               |
| 撮影監督             | 山下清悟                                                           | |
| 3DBG・VFX            |                                                                    | 千葉大輔                                                                                               |
| 撮影                 | バイブリーアニメーションCG                                         | |
| 編集                 |                                                                    | カバー株式会社                                                                                         |
| 制作                 | カバー株式会社                                                     | カバー株式会社                                                                                         |

### 主題歌
「Dawn Blue」
Mori CalliopeによるティザーPV主題歌。作詞はMoriとボンジュール鈴木、作曲は高橋浩一郎、編曲は鈴木Daichi秀行。
「story time」
Star Flower（星街すいせい、AZKi、Moona Hoshinova、IRyS）による2ndティザーPV主題歌。作詞はmeg rock、作曲は山田高弘、編曲は齋藤真也。

### Blu-ray
コミックマーケット（コミケ）のブース「ホロライブプロダクション」にて販売された。ティザーPVの通常版とディレクターズ・カット版、主題歌が収録されている。
| タイトル                                            | 販売日（販売が行われたコミケの回） | 収録弾 |
| --------------------------------------------------- | ---------------------------------- | ------ |
| HOLOLIVE ALTERNATIVE Dawn Blue - Blu-ray edition -  | 2021年12月30日・12月31日（C99）    | 第1弾  |
| HOLOLIVE ALTERNATIVE story time - Blu-ray edition - | 2022年12月30日・12月31日（C101）   | 第2弾  |

## 漫画
Holoearth Chronicles Side:E ヤマト神想怪異譚（ホロアース クロニクルズ サイドイー ヤマトかそうかいいたん）
2021年6月4日に第0話、同年10月31日に第1話のPart1がホロライブ・オルタナティブの公式Twitterアカウントにて掲載されたのち、2022年5月7日から漫画雑誌アプリ『マンガUP!』（スクウェア・エニックス）にて連載されている。原作はカバー株式会社、脚本は黒瀬浩介と枢木ユウ、漫画は黒瀬。
- カバー株式会社（原作）・黒瀬浩介（脚本・漫画）・枢木ユウ（脚本） 『Holoearth Chronicles Side:E ヤマト神想怪異譚』 スクウェア・エニックス〈ガンガンコミックスUP!〉、既刊3巻（2025年5月7日現在）
  1. 2023年6月23日発行（同日発売）、ISBN 978-4-75-758626-0
  2. 2024年5月7日発行（同日発売）、ISBN 978-4-7575-9136-3
  3. 2025年5月7日発売、ISBN 978-4-7575-9778-5

それゆけ!! 魔界学校（それゆけ まかいがっこう）
2023年5月12日から電子コミックサービス『LINEマンガ』（LINE Digital Frontier）にて連載されている。原作はカバー株式会社、脚本と漫画はモロやん。
Holoearth Days! A Tale Side:W ウェスタdeクッキング -幸せのルセット-（ホロアース デイズ ア テイル サイドダブリュー ウェスタでクッキング しあわせのルセット）
2024年10月19日から漫画雑誌アプリ『マンガUP!』（スクウェア・エニックス）にて連載されている。原作：カバー株式会社、漫画：ヨハネ。

## ホロアース

『ホロアース』（英語: Holoearth）は、ホロライブ・オルタナティブの世界観を踏襲したメタバースプロジェクト、および同プロジェクトの一環である同名のサンドボックスゲーム。2021年から継続的に開発が進められており、2025年4月24日にVer.1.0.0が正式リリースされた。基本プレイは無料で、公式ウェブサイトからダウンロードできる。
ホロアースはUGC（ユーザー生成コンテンツ）要素やマーケットプレイスの充実によりユーザー主体のコンテンツ経済圏を作り、「Roblox」などの既存のメタバースに対抗するねらいがある。ゲーム内でタレントによるバーチャルライブやミート＆グリートの展開も想定されている。
カバー代表の谷郷元昭は、ホロアースは長期的に取り組む事業であり、軌道に乗るまでには5年から10年程度の時間がかかると述べている。

### 沿革
2021年
- 10月20日、プロジェクトの展望が発表された。
- 11月23日、サンドボックスゲームの情報が公開され、ホロライブの所属タレントによる同ゲームのプロトタイプ版のプレイ動画が、ホロライブの公式YouTubeチャンネルにて公開された。

2022年
- 3月14日 - 4月6日、テスト版アプリケーションによるサーバー負荷の検証を兼ねたロビー機能検証テストが実施された。
- 6月11日、ホロライブの公式YouTubeチャンネルで配信された特番『ホロアースTV』にてゲームのコンセプトムービーの第1弾、アバターのキャラクターデザイン、キービジュアルが公開された。アバターのキャラクターデザインとキービジュアルは坂本勝、キービジュアルの背景は権瓶岳斗が手掛けた。
- 11月24日、3月のロビー機能検証テストに続いて、ロビーβ版が公開された。

2023年
- 7月8日 - 7月21日・10月19日 - 10月24日、ロビーβ版にてライブイベント『Protolive#2 ～ヤマトファンタジア〜（リプレイ）』の特設会場「キョウノミヤコ」が解放された。

2024年
- 5月16日 - Ver.0.7.0アップデートで新エリア「オルタナティブ・シティ」が実装された。
- 8月15日 - Ver.0.9.0アップデートで「オルタナティブ・シティ」がアップデート、また新エリア「マイスペース」が実装された。

2025年
- 4月24日 - Ver.1.0.0にアップデートされ、正式リリース。ファッションアイテムなどを作成し販売できる「ホロアースマーケットプレイス」が実装された。

### ライブイベント
ロビーβ版にて開催された、バーチャルライブイベント。
| タイトル                                   | 開催日          | 出演者                                    | 楽曲（括弧内は歌唱者）                                                      |
| ------------------------------------------ | --------------- | ----------------------------------------- | --------------------------------------------------------------------------- |
| AZKi × Mori Calliopeプロトライブ           | 2022年 12月26日 | AZKi 森カリオペ                           | 1. 「Dawn Blue」（森） 2. 「canopus」（AZKi） 3. 「story time」（森、AZKi） |
| プロトライブ リプレイ                      | 2023年 5月25日  | AZKi 森カリオペ                           | 1. 「Dawn Blue」（森） 2. 「canopus」（AZKi） 3. 「story time」（森、AZKi） |
| Protolive#2 ～ヤマトファンタジア～         | 7月15日         | 白上フブキ 百鬼あやめ 大神ミオ さくらみこ | →「 § ヤマトファンタジア 」を参照                                           |
| Protolive#2 ～ヤマトファンタジア～リプレイ | 10月22日        | 白上フブキ 百鬼あやめ 大神ミオ さくらみこ | →「 § ヤマトファンタジア 」を参照                                           |

### ディスコグラフィ

#### ヤマトファンタジア
『ヤマトファンタジア』は、2023年7月16日に音楽配信が行われたEP。ライブイベント『Protolive#2 ～ヤマトファンタジア～』にて披露された楽曲が収録されている。
収録楽曲（合計時間：31分06秒）
1. KONKON Beats（ヤマトファンタジアver.） [2:54]
作詞・作曲：TOKOTOKO、編曲：鈴木Daichi秀行、歌：白上フブキ
2. 乙女のススメ♡！ [3:32]
作詞：真崎エリカ（Arte Refact）・伊藤和馬（Arte Refact）、作曲・編曲：伊藤和馬（Arte Refact）、歌：さくらみこ
3. 夢花火 [3:49]
作詞・作曲：HaTo、編曲：石倉誉之、歌：百鬼あやめ
4. Howling（ヤマトファンタジアver.） [3:54]
作詞・作曲：ZAQ、編曲：鈴木Daichi秀行、歌：大神ミオ
5. サクラカゼ（ヤマトファンタジアver.） [3:50]
作詞・作曲：ハム、編曲：鈴木Daichi秀行、歌：白上フブキ・さくらみこ
6. Sparklers（ヤマトファンタジアver.） [5:01]
作詞：松井洋平、作曲：3YAS・石倉誉之、編曲：鈴木Daichi秀行、歌：百鬼あやめ・大神ミオ
7. Shiny Smily Story（ヤマトファンタジアver.） [4:15]
作詞：金丸佳史、作曲：中野領太、編曲：秋浦智裕、歌：白上フブキ・さくらみこ・百鬼あやめ・大神ミオ
8. 恋文前線 [3:51]
作詞・作曲：凛々咲、編曲：加藤冴人、歌：白上フブキ・さくらみこ・百鬼あやめ・大神ミオ